# Lotus 107
Der Lotus 107 war ein Formel-1-Rennwagen des britischen Rennstalls Lotus, der in der Formel-1-Saison 1992 eingesetzt wurde.

## Technische Daten
Finanzielle Probleme verzögerten die Fertigstellung des Lotus 107. Daher entschied sich die Teamführung die ersten Rennen der Formel-1-Saison 1992 mit dem Lotus 102D zu bestreiten. Zum Großen Preis von San Marino gab der neue Rennwagen sein Debüt. Die Konzeption hierzu stammte ursprünglich vom March-Chefkonstrukteur Gustav Brunner aus dem Projekt March CG921. Nach Insolvenz des Rennstalls gelangten Personalkontingente und Konstruktionspläne zu Lotus, die das Fahrzeug verwirklichten. Das Monocoque selbst war komplett aus kohlenstofffaserverstärktem Kunststoff gefertigt; es wurden vier Chassis gebaut. Die Besonderheit am Lotus 107 war die halb aktive Radaufhängung, die eine elektronische Höhenregulierung des Chassis ermöglichte. Das System stellte sich als sehr störanfällig heraus, weswegen der Rennwagen wahlweise mit oder ohne elektronische Unterstützung gefahren werden konnte. Der Tank fasste 200 Liter.
Angetrieben wurde der Lotus 107 wie schon der 102D von einem 130 kg schweren Cosworth-HB-V-Achtzylindermotor mit 3.494 cm³. Bei einer Drehzahl von etwa 13.800/min entwickelte er eine Leistung von 537 kW. Motorelektronik und Zündsystem stammten von Cosworth. Das von Lotus entwickelte manuell zu schaltende Getriebe war längs eingebaut und hatte sechs Vorwärts- und einen Rückwärtsgang. Die Bremsanlage stammte von AP. Die Stoßdämpfer wurden dagegen von Penske/OMZ bezogen.

## Sponsor
Hauptsponsoren des Teams waren der zu BP-Gruppe gehörende britische Mineralölkonzern Castrol sowie der japanische Elektronik- und Maschinenbaukonzern Hitachi. Weitere japanische Werbeträger waren wie schon beim Lotus 102D unter anderen der Baumaschinenhersteller Komatsu, der Modellbauhersteller Tamiya, das Pharmaunternehmen Shionogi und der Spielautomatenhersteller Nichibutsu. Weitere Werbeflächen gehörten dem Bekleidungsunternehmen Tommy Hilfiger sowie dem britischen Sportwagenhersteller Frazer Nash.

## Saisonverlauf
Nach den Aussagen von Chris Murphy war der Lotus 107 ein ausgewogenes und aerodynamisch ausgefeiltes Fahrzeug, das bei konsequenter Weiterentwicklung über weiteres Potential verfügt hätte. Wegen anhaltender Finanzprobleme des Teams konnten jedoch kaum Testgelegenheiten wahrgenommen werden, um die vor allem technischen Defekte am Lotus 107 zu minimieren. Trotzdem gelangen Mika Häkkinen mit seinen zwei Vierten Plätzen bei den Rennen in Frankreich und Ungarn beachtenswerte Erfolge. Insgesamt holten er und Teamkollege Johnny Herbert elf der insgesamt 13 Konstrukteurspunkte auf einem Lotus 107, was dem Team den fünften Gesamtrang einbrachte.
| Fahrer               | Nr.                  | 1 | 2 | 3 | 4 | 5   | 6   | 7   | 8 | 9   | 10  | 11  | 12  | 13  | 14  | 15  | 16 | Punkte | Rang |
| -------------------- | -------------------- | - | - | - | - | --- | --- | --- | - | --- | --- | --- | --- | --- | --- | --- | -- | ------ | ---- |
| Formel-1-Saison 1992 | Formel-1-Saison 1992 |   |   |   |   |     |     |     |   |     |     |     |     |     |     |     |    | 11     | (5.) |
| M. Häkkinen          | 11                   |   |   |   |   |     | DNF | DNF | 4 | 6   | DNF | 4   | 6   | DNF | 5   | DNF | 7  | 11     | (5.) |
| J. Herbert           | 12                   |   |   |   |   | DNF | DNF | DNF | 6 | DNF | DNF | DNF | 13* | DNF | DNF | DNF | 13 | 11     | (5.) |

| Legende  | Legende            | Legende                                                          |
| Farbe    | Abkürzung          | Bedeutung                                                        |
| -------- | ------------------ | ---------------------------------------------------------------- |
| Gold     | –                  | Sieg                                                             |
| Silber   | –                  | 2. Platz                                                         |
| Bronze   | –                  | 3. Platz                                                         |
| Grün     | –                  | Platzierung in den Punkten                                       |
| Blau     | –                  | Klassifiziert außerhalb der Punkteränge                          |
| Violett  | DNF                | Rennen nicht beendet (did not finish)                            |
| Violett  | NC                 | nicht klassifiziert (not classified)                             |
| Rot      | DNQ                | nicht qualifiziert (did not qualify)                             |
| Rot      | DNPQ               | in Vorqualifikation gescheitert (did not pre-qualify)            |
| Schwarz  | DSQ                | disqualifiziert (disqualified)                                   |
| Weiß     | DNS                | nicht am Start (did not start)                                   |
| Weiß     | WD                 | zurückgezogen (withdrawn)                                        |
| Hellblau | PO                 | nur am Training teilgenommen (practiced only)                    |
| Hellblau | TD                 | Freitags-Testfahrer (test driver)                                |
| ohne     | DNP                | nicht am Training teilgenommen (did not practice)                |
| ohne     | INJ                | verletzt oder krank (injured)                                    |
| ohne     | EX                 | ausgeschlossen (excluded)                                        |
| ohne     | DNA                | nicht erschienen (did not arrive)                                |
| ohne     | C                  | Rennen abgesagt (cancelled)                                      |
| ohne     | keine WM-Teilnahme |                                                                  |
| sonstige | P/fett             | Pole-Position                                                    |
| sonstige | 1/2/3/4/5/6/7/8    | Punktplatzierung im Sprint-/Qualifikationsrennen                 |
| sonstige | SR/kursiv          | Schnellste Rennrunde                                             |
| sonstige | *                  | nicht im Ziel, aufgrund der zurückgelegten Distanz aber gewertet |
| sonstige | ()                 | Streichresultate                                                 |
| sonstige | unterstrichen      | Führender in der Gesamtwertung                                   |